# أوقست هان
أوقست هان (بالألمانية: August Hahn)‏ هو قس ألماني، ولد في 27 مارس 1792 في Osterhausen ‏ في ألمانيا، وتوفي في 13 مايو 1863 في فروتسواف في بولندا.